# Live While We're Young
"Live While We're Young" é uma canção da boy band britânica One Direction, o primeiro single de seu segundo álbum de estúdio, Take Me Home. Foi lançado em 20 de setembro de 2012 pela Syco Records. Dirigido por Rami Yacoub, Carl Falk e Kotecha Savan, "Live While We're Young" é uma música animada, pop e seu videoclipe foi gravado entre 23 e 24 de agosto de 2012. Disponível para pré-encomenda mundial em 24 de agosto de 2012, a canção se tornou o mais vendido single em pré-venda na história, superando as vendas nas paradas antecipadas em 40 países.
Um sucesso comercial, a canção se tornou um hit top dez em 15 países, e alcançou o topo das paradas na Irlanda e Nova Zelândia. Nos Estados Unidos, "Live While We're Young" estreou no número 3 na Billboard Hot 100, vendendo 341 mil downloads em sua primeira semana, e alcançou o número 1 na Digital Songs. O single marcou a maior estreia de uma banda ou artista britânico, e segunda maior de todo o Reino Unido, sendo superada apenas por Elton John com a canção "Candle in the Wind 1997".
O clipe da canção estreou em 20 de setembro de 2012, depois de um vazamento não autorizado. A canção foi recebida positivamente por críticos de música, caracterizando-a como um hino de verão feliz e cativante. O vídeo da canção quebrou o recorde do Vevo com mais de 8,24 milhões de visualizações em menos de 24 horas, batendo o recorde anterior, que havia sido definido por Justin Bieber "Boyfriend" (8,00 milhões).
A canção foi apresentada em um comercial para a Pepsi nos Estados Unidos. One Direction realizou "Live While We're Young" em uma série de programas televisivos como The X Factor e The Today Show. A música também foi apresenta como um cover em dos episódios da série Glee.

## Antecedentes e liberação

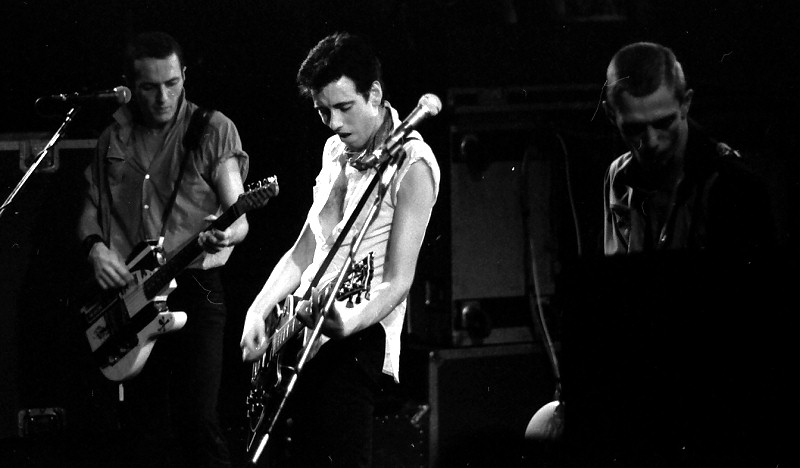
O riff de guitarra da música foi compara com por alguns críticos com uma canção da banda The Clash

No início de 2012, One Direction confirmou que um álbum de acompanhamento para o seu álbum de estreia, Up All Night (2011), estava em desenvolvimento. Depois de extensas aparições promocionais e turnês na América do Norte e Oceania, em apoio de seu álbum de estreia, One Direction começou a gravar o álbum em maio de 2012, em Estocolmo, Suécia.
Em 23 de agosto de 2012, a banda confirmou o single e seu título, "Live While We're Young" com a confirmação com um vídeo para o Youtube. A canção é mais uma parceria entre o One Direction com Savan Kotecha, Rami Yacoub e Carl Falk. O trio dirigiu sucessos anteriores da banda como "What Makes You Beautiful" e "One Thing". O single foi lançado internacionalmente em 30 de setembro de 2012, excluindo o Canadá, o Japão e os Estados Unidos, onde foi lançado em 1 de outubro de 2012. Globalmente, a canção foi feita disponível para pré-encomenda na meia-noite de 24 de agosto de 2012, através da iTunes Store, excluindo, Canadá, Japão e Estados Unidos. Sua estreia na rádio estava previsto para 24 de setembro de 2012, mas porque a canção vazou na internet, a banda decidiu que a canção teria a sua estreia na rádio quatro dias antes de sua estréia inicial. Em 28 de setembro de 2012, a Sony Music Entertainment lançou digitalmente na Austrália, Nova Zelândia e parte da Europa. O Reino Unido e México teve o lançamento em 30 de setembro de 2012, enquanto nos Estados Unidos e Canadá foi lançado 1 de outubro de 2012. Finalmente, na Espanha, é previsto para ser lançado em 2 de outubro de 2012. Um CD single lançamento está previsto para 9 de outubro de 2012.
Após seu lançamento, críticos e fãs acusaram a banda de plagiar a canção "Should I Stay or Should I Go", do grupo The Clash.

## Videoclipe

### Antecedentes e liberação
Em 20 de setembro de 2012, a música e o vídeo da música vazou primeiro na internet através de SoundCloud, então acabou sendo carregado para o YouTube, Tumblr , e DailyMotion , onde recebeu milhares de visualizações em menos de 2 horas. Devido ao vazamento, um membro da banda declarou em livestream Twitcam rápido que o lançamento (planejado originalmente para uma estréia de rádio em 24 de setembro de 2012) seria antecipado em 05:00 GMT para um airplay em The Hits Radio e carregados depois, às 06:00, para o canal oficial da banda no Vevo.
O vídeo da música foi dirigido por Vaughan Arnell, alguns vídeos de música britânicos e diretor de comerciais de televisão. Depois que a banda terminou as filmagens, fotos vazaram, mostrando os membros da banda e um grupo de pessoas em uma festa na piscina, brincando com um microfone, uma banana e um bola inflável. Em 20 de setembro de 2012, o vídeo da música vazou. No mesmo dia, foi publicada oficialmente no canal oficial da banda no Vevo.
| “ | Queríamos que nossos fãs pudessem ver o vídeo e ouvir o single de forma adequada, por isso mudamos a data para hoje a noite. Nós estamos realmente animados sobre LWWY, nós trabalhamos realmente duro para isso e não podemos esperar para todo mundo ver e ouvi-lo ainda hoje! | ” |

### Sinopse
O vídeo começa com One Direction acordando em uma tenda, como fora Liam Payne começa a cantar os primeiros versos, outros são vistos tocando guitarra sentado em fardos de feno, em um ambiente de acampamento. Posteriormente, One Direction interpretar o refrão, com todos no acampamento se divertindo e cantando junto, depois eles vão até um lago onde se jogam, jogam uma partida de futebol e depois vão á uma festa na piscina. O vídeo termina com One Direction olhando para a câmera, com Zayn Malik cantando a última linha, depois que Harry Styles, Niall Horan, Liam Payne e Louis Tomlinson empurrá-lo para o chão.

## Lista de faixas
- Download digital no iTunes - EP

| N.º | Título                                                | Duração |  |
| 1.  | "Live While We're Young"                              | 3:18    |  |
| 2.  | "Live While We're Young (Dave Aude Extended Mix)"     | 5:40    |  |
| 3.  | "Live While We're Young (The Jump Smokers Radio Edit" | 4:25    |  |
| 4.  | "I Want (Live)"                                       | 3:06    |  |
| 5.  | "Moments (Live) (iTunes Pre-Order Only)"              | 4:44    |  |

- CD single

| N.º | Título                   | Duração |  |
| 1.  | "Live While We're Young" | 3:18    |  |
| 2.  | "I Want (Live)"          | 3:06    |  |

## Desempenho comercial
A canção tornou-se rapidamente um sucesso comercial, quando foi disponibilizado para pré-encomenda na meia-noite de 24 de agosto de 2012, através da iTunes Store . Apesar da música que está sendo disponibilizada apenas uma noite antes, "Live While We're Young" se tornou o mais vendido single pré-encomenda na história, superando as vendas antecipadas nas paradas em 40 países, incluindo o Reino Unido, Nova Zelândia, Austrália, Itália, Espanha, Portugal, França, Singapura, Brasil e México.
Na Irlanda, "Live While We're Young" entrou no número 1 na Irish Singles Chart parada de singles do país, essa foi a quarta aparição da banda no top 10 do gráfico e seu segundo número um depois de seu single de estreia "What Makes You Beautiful" que passou quatro semanas na cúpula do gráfico em outubro de 2011. No Reino Unido, o UK Singles Chart estreou em terceiro com vendas de 105.000 cópias sendo assim seu terceiro top 10 no gráfico.
A canção estreou no número 78 na Canadian Hot 100, em 4 de outubro de 2012, depois de três dias de disponibilidade digital. Ele disparou para o número 2 na semana seguinte, com a maior quantidade de downloads digitais na semana de monitoramento de uma música no Canadá. "Live While We're Young" marca a maior a posição de uma musica do One Direction na parada e seu segundo top 10 depois que "What Makes You Beautiful" alcançou a posição 7. Nos Estados Unidos "Live While We're Young" estreou no número 3 na Billboard Hot 100, marcando o maior arco por um grupo do Reino Unido na história de 54 anos do gráfico. Na história da Billboard Hot 100, a apenas 13 músicas de artistas do Reino Unido estrearam no top 10. Além disso, na mesma semana o gráfico marcou a primeira vez dois artistas britânicos, simultaneamente, estrearam no top 10, como "Skyfall" de Adele estreou no número 8.
"Live While We're Young", vendeu 341 mil downloads em sua primeira semana, de acordo com a Nielsen SoundScan, e estreou no número um na Digital Songs. "Live While We're Young" foi a terceira maior estreia de um grupo em download digital, ficando atrás de "Maroon 5" com o single de Payphone (493 mil) e The Black Eyed Peas com "Boom Boom Pow" (465.000). "Live While We're Young" tornou-se o single de mais bem sucedido do One Direction na Billboard Hot 100 superando "What Makes You Beautiful".

## Desempenho nas paradas
| Tabelas musicais (2012)                       | Melhor posição |
| --------------------------------------------- | -------------- |
| Austrália (ARIA)                              | 2              |
| Brasil - Brasil Hot 100 Airplay               | 33             |
| Brasil (Billboard Brasil Hot Pop)             | 11             |
| Bélgica - Ultratop 50 (Flanders)              | 7              |
| Bélgica - Ultratop 40 (Wallonia)              | 19             |
| Irlanda - Irish Singles Chart                 | 1              |
| Canadá (Canadian Hot 100)                     | 2              |
| Japão (Japão Hot 100)                         | 15             |
| Nova Zelândia - RIANZ                         | 1              |
| Escócia - (Scottish Singles and Albums Chart) | 2              |
| Suécia - Sverigetopplistan                    | 32             |
| Reino Unido - UK Singles Chart                | 3              |
| US Billboard Hot 100                          | 3              |
| Estados Unidos - Billboard Digital Songs      | 1              |
| US Pop Songs (Billboard)                      | 21             |

| País           | Provedor | Certificação | Vendas    |
| -------------- | -------- | ------------ | --------- |
| Austrália      | ARIA     | 2× Platina   | 140.000   |
| Dinamarca      | IFPI     | Ouro         | 30.000    |
| Itália         | FIMI     | Ouro         | 15.000    |
| Nova Zelândia  | RIANZ    | Platina      | 75.000    |
| Estados Unidos | RIAA     | Platina      | 1.030.000 |

## Histórico de lançamento
| País           | Data                   | Formato              | Gravadora                |
| -------------- | ---------------------- | -------------------- | ------------------------ |
| Austrália      | 28 de setembro de 2012 | CD, download digital | Sony Music Entertainment |
| Bélgica        | 28 de setembro de 2012 | CD, download digital | Sony Music Entertainment |
| Alemanha       | 28 de setembro de 2012 | CD, download digital | Sony Music Entertainment |
| Irlanda        | 28 de setembro de 2012 | CD, download digital | Sony Music Entertainment |
| Itália         | 28 de setembro de 2012 | CD, download digital | Sony Music Entertainment |
| Nova Zelândia  | 28 de setembro de 2012 | CD, download digital | Sony Music Entertainment |
| Suécia         | 28 de setembro de 2012 | CD, download digital | Sony Music Entertainment |
| Suíça          | 28 de setembro de 2012 | CD, download digital | Sony Music Entertainment |
| México         | 30 de setembro de 2012 | CD, download digital | Sony Music Entertainment |
| Reino Unido    | 30 de setembro de 2012 | CD, download digital | Sony Music Entertainment |
| Estados Unidos | 01 de outubro de 2012  | CD, download digital | Sony Music Entertainment |
| Canadá         | 01 de outubro de 2012  | CD, download digital | Sony Music Entertainment |
| Espanha        | 02 de outubro de 2012  | CD, download digital | Sony Music Entertainment |